# Coupe d'Europe des vainqueurs de coupe de football 1960-1961
Navigation
Coupe des coupes 1961-1962
La Coupe d'Europe des vainqueurs de coupe 1960-1961 est la toute première édition de la Coupe des Coupes. 
Cette nouvelle compétition qui oppose les vainqueurs des Coupes nationales voit le sacre de la Fiorentina, dans une finale jouée en matchs aller-retour face aux Glasgow Rangers.
Il s'agit du premier titre européen pour la Fiorentina, et de la première finale continentale des Glasgow Rangers.
Seulement 10 équipes participent à la compétition, ceci en raison du fait :
- qu'elle est nouvelle et doit faire ses preuves alors que la Coupe d'Europe des clubs Champions est déjà très populaire.
- que plusieurs pays européens ne possèdent simplement pas encore de Coupe nationale tenue régulièrement chaque année.

Organisée par le comité d'organisation de la Coupe Mitropa, cette édition n'est initialement pas reconnue par l'UEFA. À la suite d'une demande de la Fédération italienne de football, l'UEFA valide officiellement en octobre 1963 cette première édition.

## Tour préliminaire
| Équipe 1            | Résultat | Équipe 2         | Aller | Retour |
| ------------------- | -------- | ---------------- | ----- | ------ |
| Glasgow Rangers     | 5 - 4    | Ferencváros TC   | 4 - 2 | 1 - 2  |
| ASK Vorwärts Berlin | 2 - 3    | Ruda Hvezda Brno | 2 - 1 | 0 - 2  |

## Quarts de finale
| Équipe 1                 | Résultat | Équipe 2                | Aller | Retour |
| ------------------------ | -------- | ----------------------- | ----- | ------ |
| Borussia Mönchengladbach | 0 - 11   | Glasgow Rangers         | 0 - 3 | 0 - 8  |
| Austria Vienne           | 2 - 5    | Wolverhampton Wanderers | 2 - 0 | 0 - 5  |
| FC Lucerne               | 2 - 9    | AC Fiorentina           | 0 - 3 | 2 - 6  |
| Ruda Hvezda Brno         | 0 - 2    | Dinamo Zagreb           | 0 - 0 | 0 - 2  |

## Demi-finales
| Équipe 1        | Résultat | Équipe 2                | Aller | Retour |
| --------------- | -------- | ----------------------- | ----- | ------ |
| Glasgow Rangers | 3 - 1    | Wolverhampton Wanderers | 2 - 0 | 1 - 1  |
| AC Fiorentina   | 4 - 2    | Dinamo Zagreb           | 3 - 0 | 1 - 2  |

## Finale
| Entraîneur : |
| Scot Symon   |

| Entraîneur :     |
| Nándor Hidegkuti |

| Entraîneur : |
| Scot Symon   |

| Entraîneur :     |
| Nándor Hidegkuti |

| Entraîneur :     |
| Nándor Hidegkuti |

| Entraîneur : |
| Scot Symon   |

| Entraîneur :     |
| Nándor Hidegkuti |

| Entraîneur : |
| Scot Symon   |

## Meilleurs buteurs
5 buts :
- Ralph Brand - Glasgow Rangers
- Kurt Hamrin - AC Fiorentina
- Jimmy Millar - Glasgow Rangers